# تسوروگی، توکوشیما
تسوروگی، توکوشیما (به لاتین: Tsurugi, Tokushima) یک منطقهٔ مسکونی در ژاپن است که در استان توکوشیما واقع شده‌است. تسوروگی ۱۱٬۷۲۲ نفر جمعیت دارد.